# Marcus Antonius Muretus

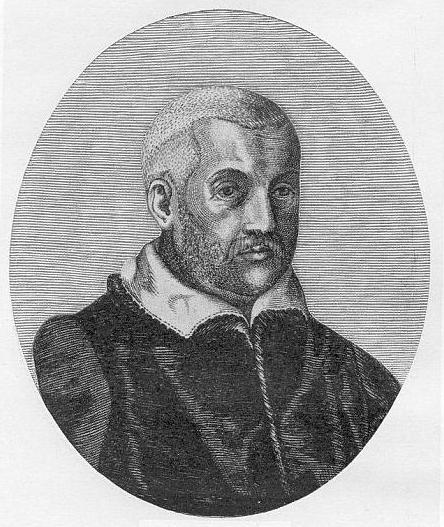
Muretus

Marcus Antonius Muretus ist der latinisierte Name des französischen Humanisten Marc Antoine Muret (auch Marc-Antoine de Muret; * 12. April 1526 in Muret bei Limoges; † 4. Juni 1585 in Rom).

## Leben
Im Alter von achtzehn Jahren zog Muret die Aufmerksamkeit von Julius Caesar Scaliger auf sich und wurde in das erzbischöfliche Kolleg nach Auch zu Vorlesungen eingeladen. Später lehrte er Latein in  Villeneuve-d’Agen und dann in Bordeaux, am Collège de Guyenne von 1547 bis 1548, als auch Michel de Montaigne dort studierte. Muret wurde dessen Griechischlehrer. Einige Zeit vor 1552 hielt er eine Reihe von Vorlesungen im Kolleg des Kardinal Lemoine, Collège du Cardinal Lemoine in Paris vor einem großen Auditorium, darunter König Heinrich II. und Königin Caterina de’ Medici.
1553 wurde er der Häresie und Sodomie angeklagt, musste ins Gefängnis, konnte dies aber durch die Hilfe von Freunden wieder verlassen. Der gleichen Anklage in Toulouse konnte er sich nur durch die Flucht entziehen. Die Archive der Stadt belegen, dass er 1554 in effigie als Hugenotte verbrannt wurde.
Nach einem unsicheren Wanderleben und einigen Jahren in Italien erhielt er 1559 eine Einladung von Kardinal Ippolito II. d’Este, sich in Rom niederzulassen, die er auch annahm. 1561 besuchte Muret noch einmal Frankreich im Gefolge des Kardinals bei der Konferenz zwischen Katholiken und Protestanten in Poissy.
1563 kehrte er nach Rom zurück. Seine Vorlesungen verschafften ihm europaweit Reputation, derentwegen er 1578 ein Angebot des Königs von Polen, Stephan Báthory erhielt, Lehrer der Jurisprudenz in seinem neuen Kolleg in Krakau zu werden. Muretus allerdings, der um 1576 einem Orden beigetreten war, wurde von Papst Gregor XIII. veranlasst, in Rom zu bleiben, wo er sieben Jahre später starb.

## Textausgaben, Übersetzungen, Kommentare
- Epistolae, hymni sacri et poemata omnia. Hierat, Köln 1611. (Digitalisat Ausg. 1614)
- Orationes, epistolae et poemata. Hrsg. von Johann Erhard Kapp und Jacob Thomasius. Gross, Leipzig 1750. (Digitalisat)
- Opera omnia. Ex manuscriptis aucta et emendata (. . .) edidit Carolus Henricus Frotscher. Serigiana Libraria, Leipzig 1841. (Digitalisat Band 3)
- Briefe in 3 Büchern. Übersetzt von Albrecht Roder. Teubner, Leipzig 1852.
- Scripta selecta. Teubner, Leipzig.
  - Band 1: Orationes, Praefationes. 1871. (Digitalisat)
  - Band 2: Epistolae, Variae Lectiones. 1873. (Digitalisat)
- Pierre Blanchard (Hrsg.): Marc-Antoine de Muret: La tragédie Iulius Caesar. Alidades, Thonon-les-Bains 1995 (Text, französische Übersetzung und Kommentar)
- Andreas Hagmaier (Hrsg.): M. A. Muret, Iulius Caesar. M. Virdung, Brutus. Zwei neulateinische Tragödien. Text, Übersetzung und Interpretation (= Beiträge zur Altertumskunde, Band 235). Saur, München/Leipzig 2006, ISBN 3-598-77847-3.
- Dietmar Schmitz (Hrsg.): Marcus Antonius Muretus: Caesar. Juvenilia. Peter Lang, Frankfurt am Main 1995, ISBN 3-631-40366-6 (lateinischer Text, deutsche Übersetzung, Kommentar)
- Kirk M. Summers (Übersetzer): The Iuvenilia of Marc-Antoine Muret. Ohio State University Press, Columbus 2006, ISBN 0-8142-1037-6 (englische Übersetzung und Kommentar)